# Leplaea thompsonii
Leplaea thompsonii är en tvåhjärtbladig växtart som först beskrevs av Sprague & Hutch., och fick sitt nu gällande namn av E.J.M.Koenen & J.J.de Wilde. Leplaea thompsonii ingår i släktet Leplaea och familjen Meliaceae. Inga underarter finns listade i Catalogue of Life.